# Ismailia
Ismailia (arabsky الإسماعيلية‎ – al-ʾIsmāʿīliyyah) je město v severovýchodním Egyptě. Nachází se na západním břehu Suezského průplavu. Suezský průplav se zde rozšiřuje v malé jezero Timsa. Je hlavním městem stejnojmenného guvernorátu. Bylo založeno v roce 1863 během výstavby průplavu egyptským panovníkem Ismá'ílem Pašou, po němž je pojmenováno.
Ve městě sídlí Suez Canal University.